# Reims villamosvonal-hálózata
Reims villamosvonal-hálózata (francia nyelven: Tramway de Reims) egy normál nyomtávolságú villamoshálózat Franciaországban, Reims városában. A hálózat jelenleg két vonalból áll, melyek hossza 11,2 km. A városban 18 Alstom Citadis 302 sorozatú villamos közlekedik felsővezetékes és APS-Stromschiene rendszerű alsósínes áramrendszerrel. A közlekedés 2011. április 18-án indult meg. Naponta 42 500 utas választja a városi villamost.

## Története
Az első tanulmányok a villamosvasút lehetőségeiről 2003-ban kezdődtek, a túlzsúfolt buszhálózat és annak Reims történelmi központjára gyakorolt hatásai miatt.
2006 júliusában a leendő vonal finanszírozását, építését és üzemeltetését egy MARS (Mobility in the Agglomeration of ReimS) nevű magán koncessziós konzorciumra bízták. Ez az 1,4 milliárd eurós köz-magán társulás akkoriban egyedülálló volt Franciaországban. A konzorciumot a járműveket építő Alstom, a hálózatot üzemeltető Transdev, öt útépítő vállalat és három nyugdíjalap alkotja.
A villamosvonal építése 2008 májusában kezdődött, az első villamos 2010 márciusában érkezett meg, ami lehetővé tette a vonal tesztelését és üzembe helyezését 2010 szeptemberében.
A vonal 2011. április 16-án nyílt meg, költsége 305 millió euró volt.

## Képek

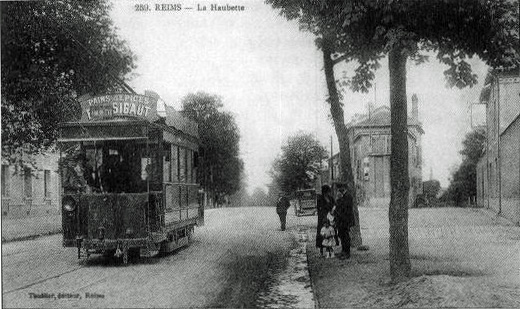
Egykori reimsi villamos
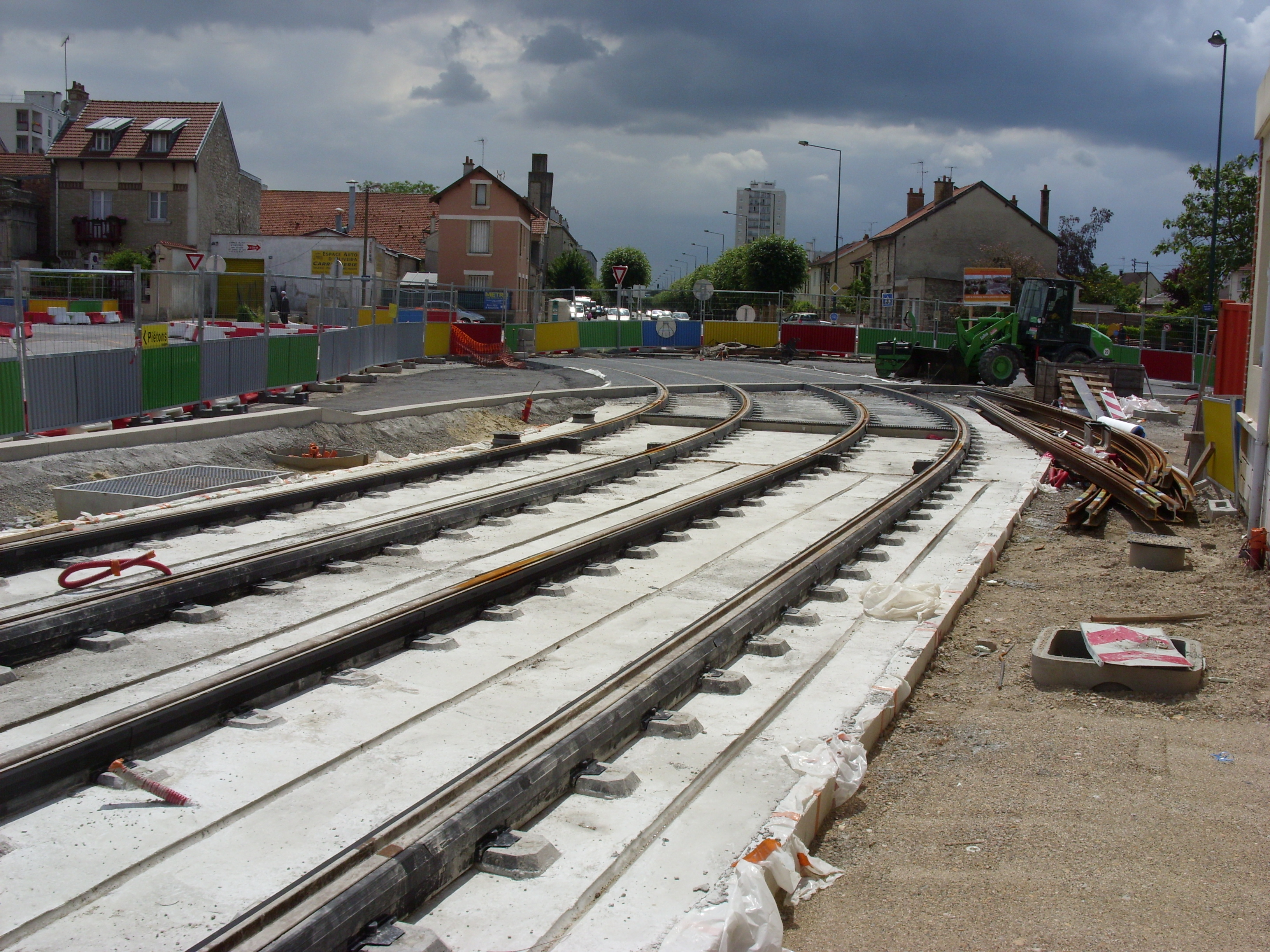
Épül a modern villamos
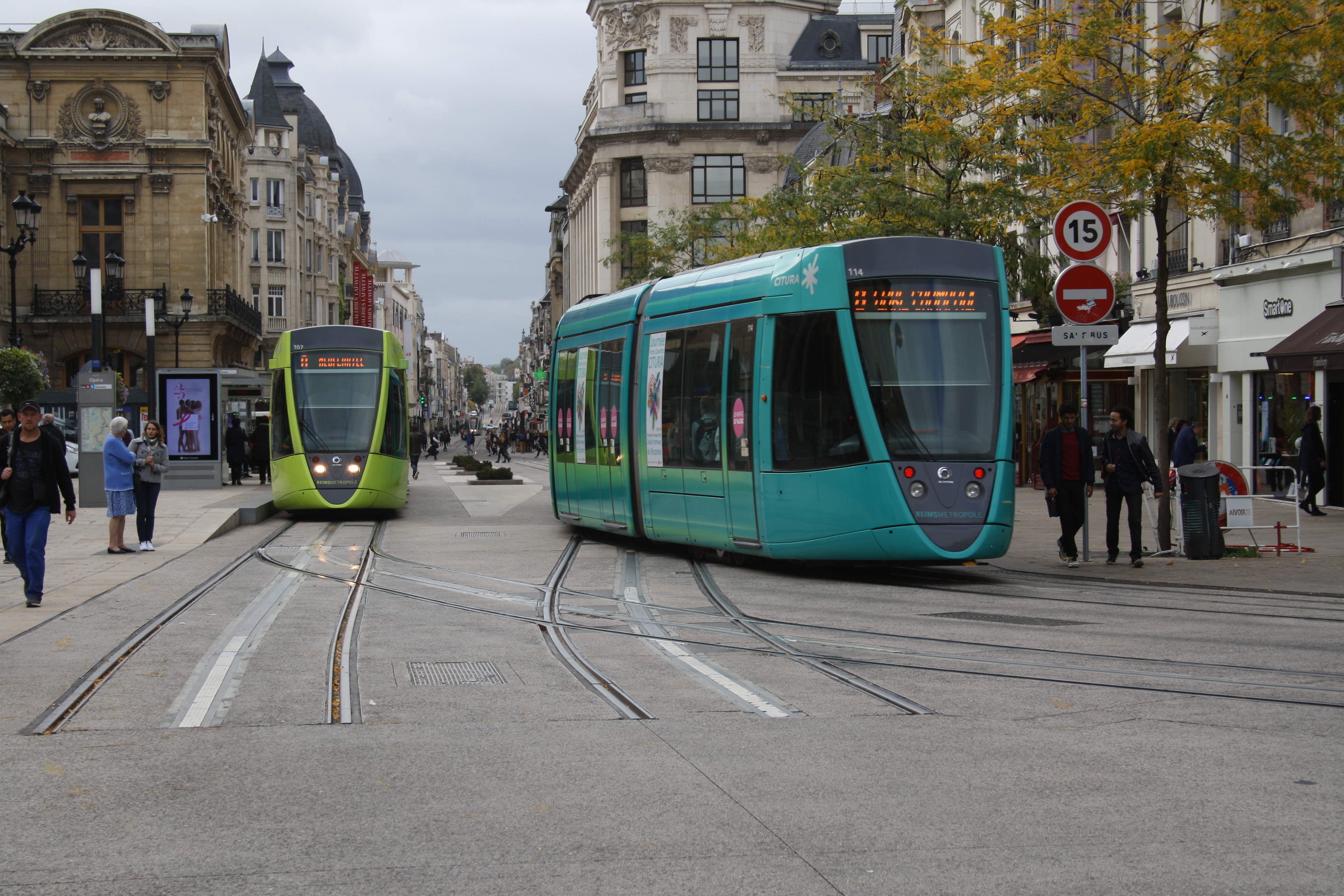
Villamosok a városban
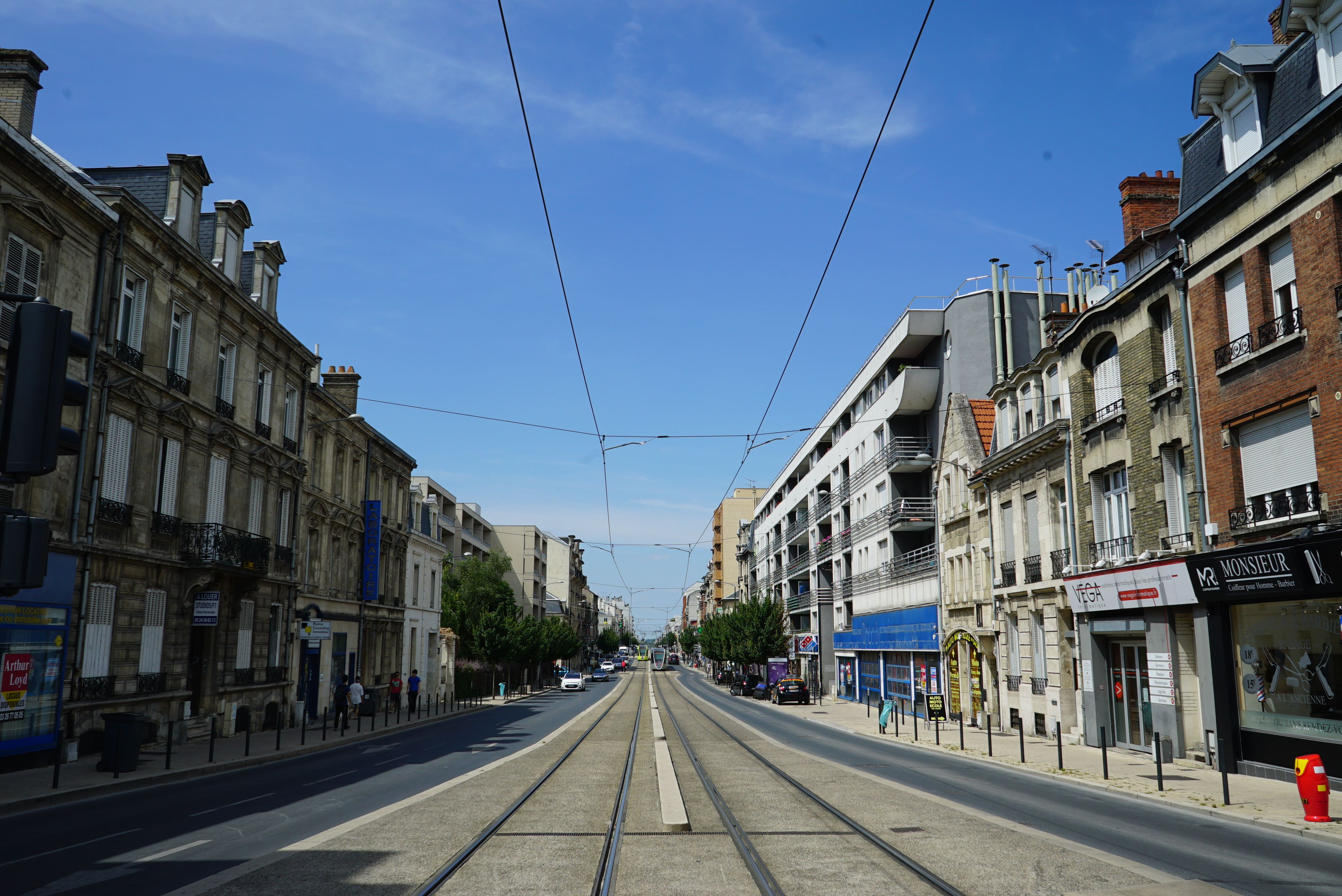
Felsővezetékes szakasz
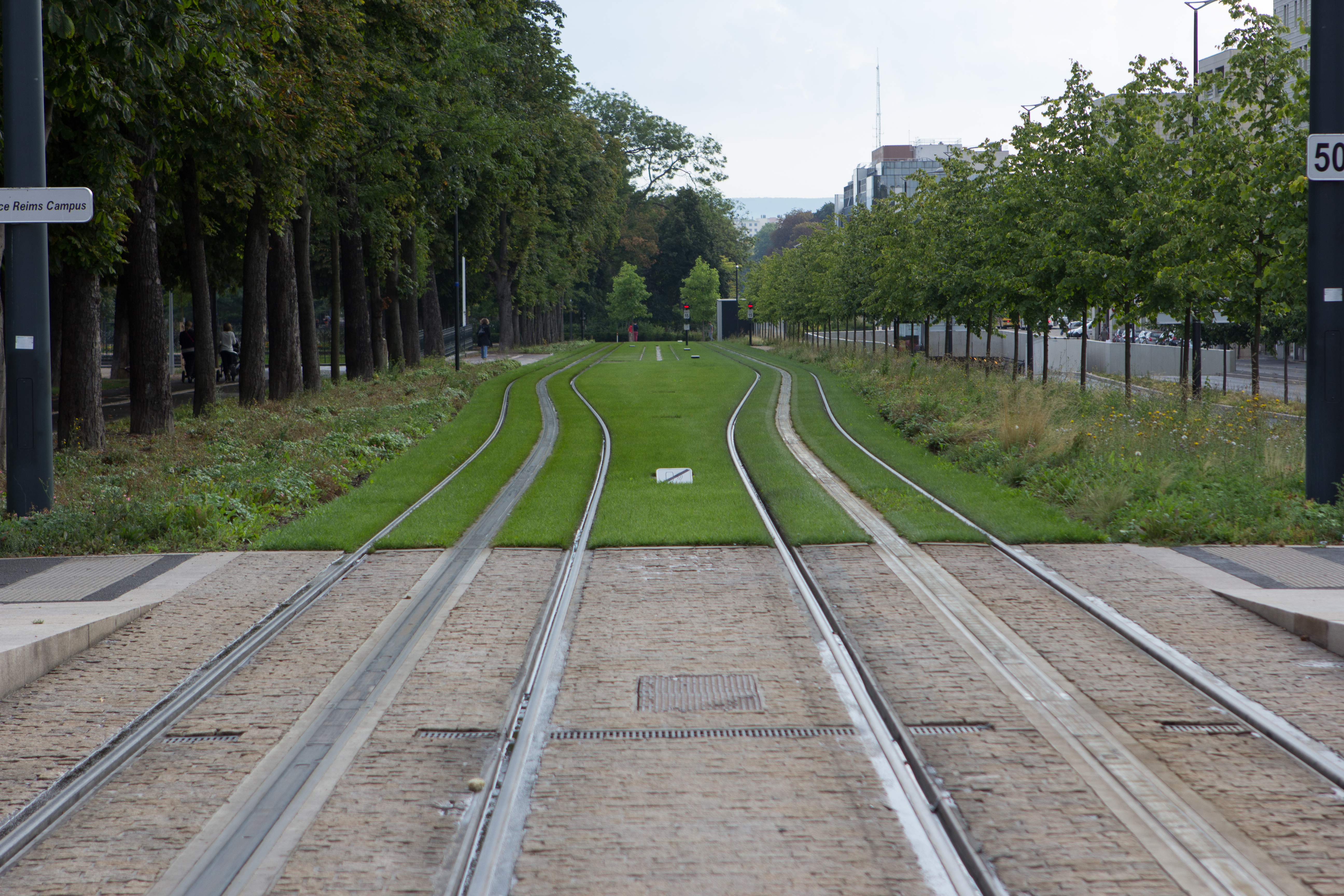
Felsővezeték nélküli vágányok
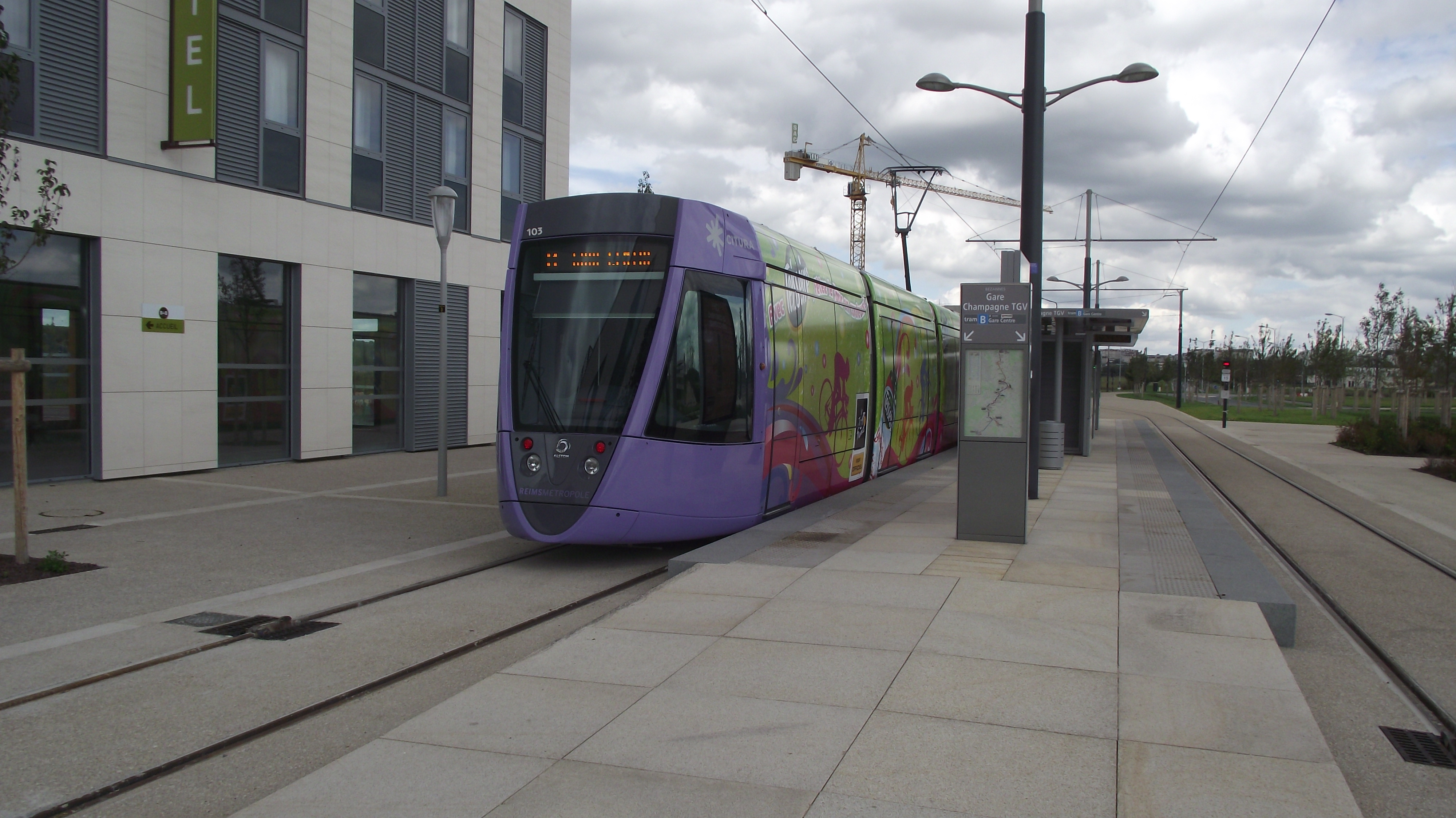
Villamosmegálló
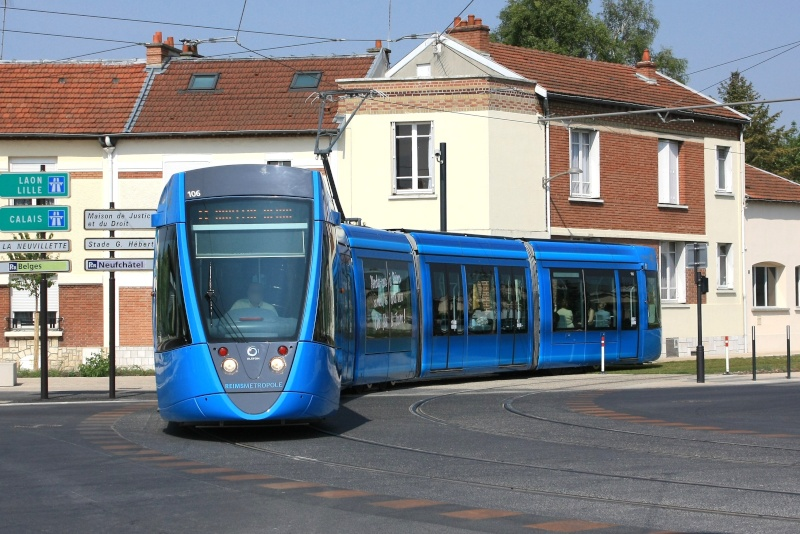
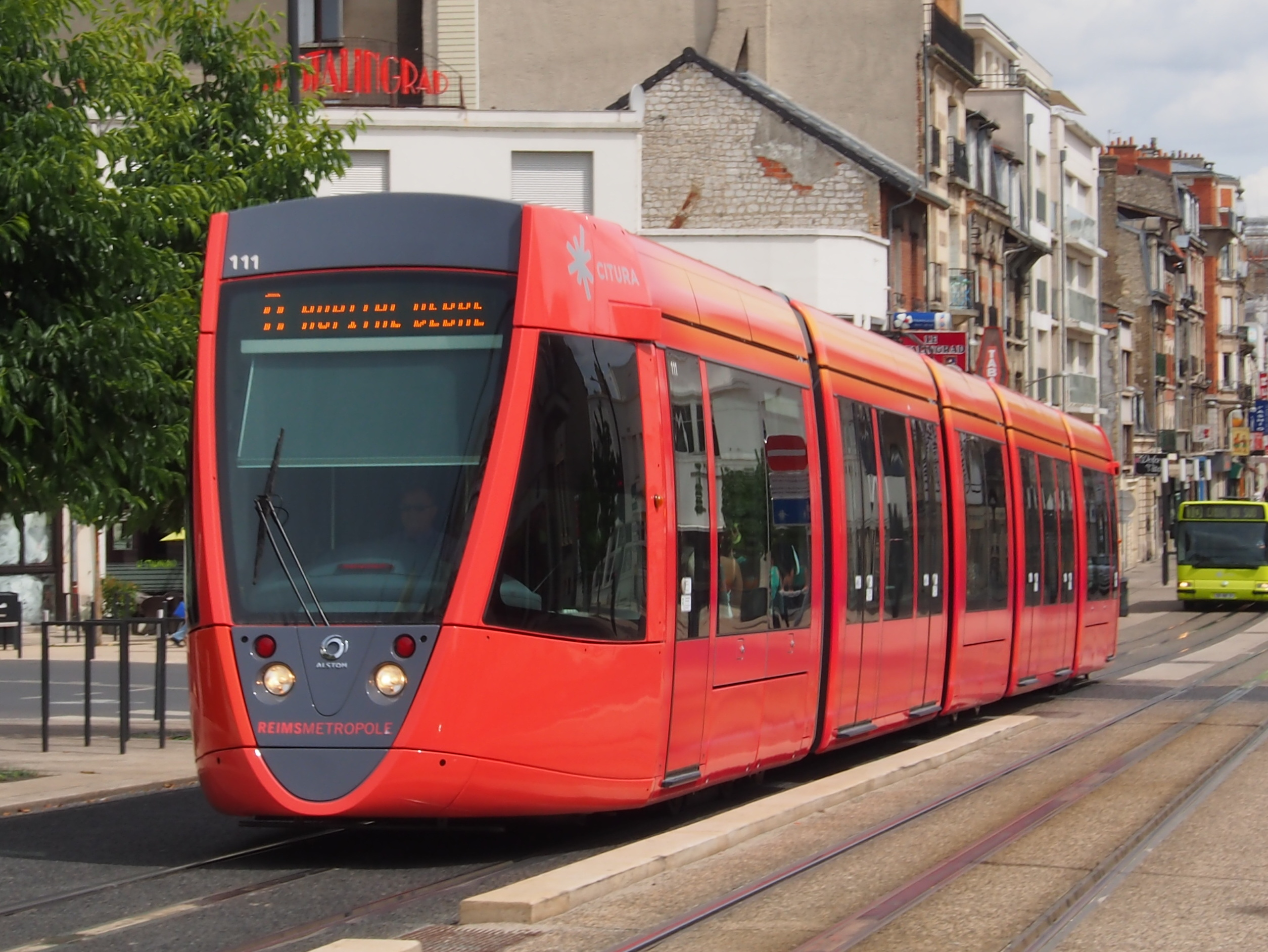